# Karolina Lanckorońska
Hraběnka Karolina Lanckorońska (11. srpna 1898, Buchberg, Gars am Kamp, Dolní Rakousko – 25. srpna 2002 Řím, Itálie) byla polská šlechtična a vědkyně.

## Biografie

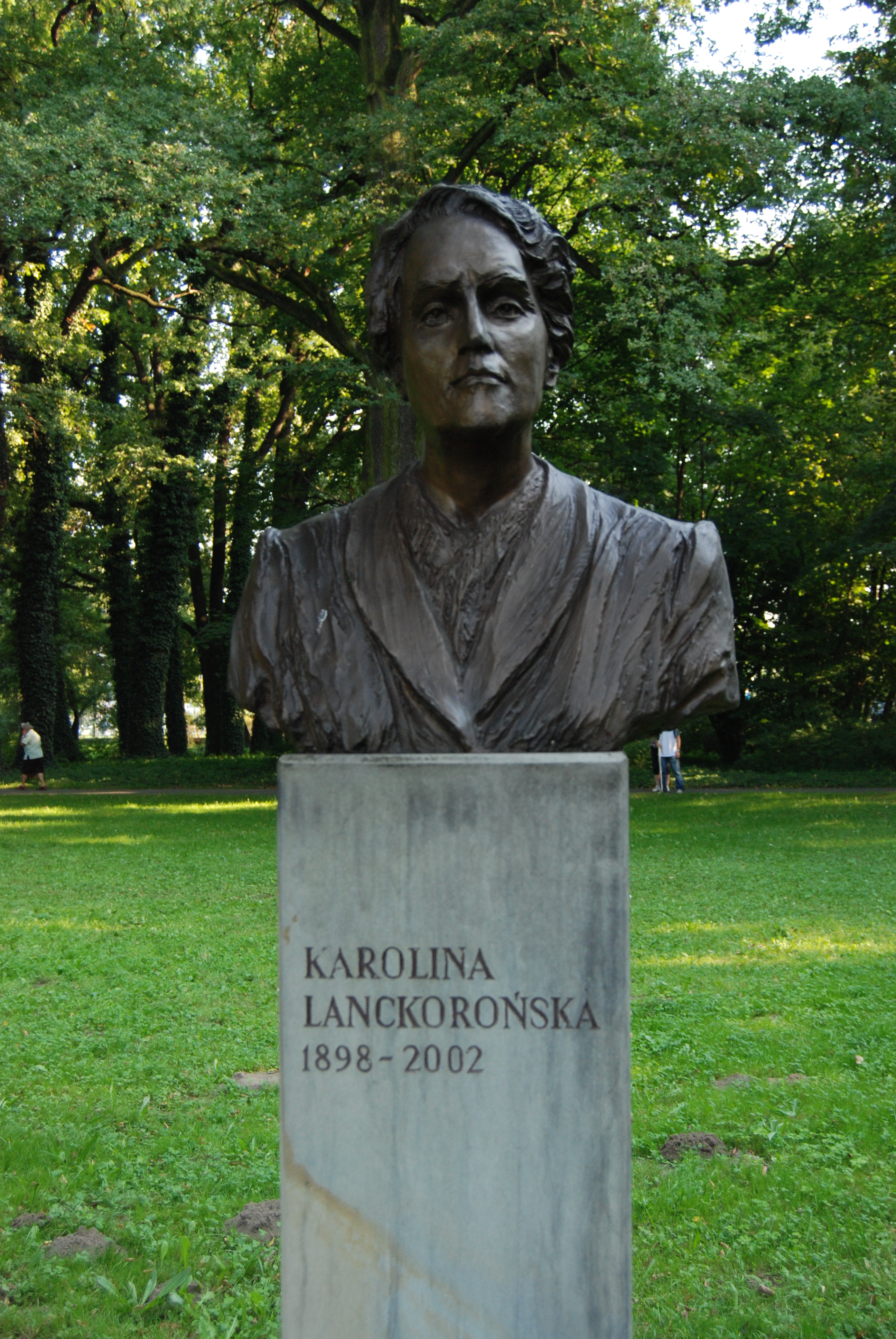
Pomník prof. Karoliny Lanckorońské v Krakově

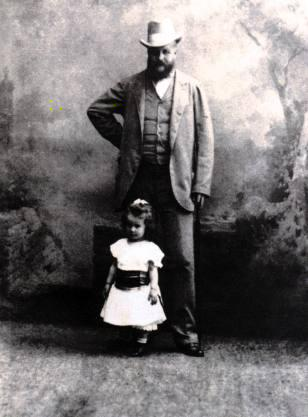
Karolina Lanckorońska se svým otcem Karlem okolo roku 1900

Pocházela z bohaté polské šlechtické rodiny, byla dcerou hraběte Karla Lanckorońského (1848–1933) a jeho třetí manželky české kněžna Margarety, rozené Lichnovské z Voštic (1863–1954). Studovala historii umění ve Vídni. Později několik let žila v Římě, kde studovala italské renesanční a barokní umění. V tamější pobočce Polské akademie umění (Polska Akademia Umiejętności) byla knihovnicí a několik let třídila sbírky svého otce, hraběte Karla Lanckorońského. Po úmrtí otce se vrátila do Polska a pracovala na univerzitě ve Lvově (město tehdy náleželo do Polska), kde se stala první ženou v Polsku, která získala habilitaci v oboru historie umění.
Ve Lvově ji zastihla druhá světová válka, východní část Polska napadl 17. září 1939 Sovětský svaz a po pěti dnech Rudá armáda obsadila Lvov. Ze začátku univerzita fungovala normálně, ale byla čím dál tím víc ukrajinizována a polští učitelé vytlačováni. Lanckorońská se zapojila do odboje a hrozilo jí zatčení a pravděpodobně (jako u řady ostatních) deportace do vnitrozemí Sovětského svazu. Začala se skrývat a v květnu 1940 utekla do Krakova v Německem okupované části Polska.
V Krakově začala pracovat v Polském červeném kříži, starala se jako ošetřovatelka o těžce nemocné propuštěné polské válečné zajatce. Navázala zde kontakty s polským odbojem, jejím velitelem byl Tadeusz Bór-Komorowski (pozdější hlavní velitel Zemské armády). Po ukončení práce v Polském červeném kříži přešla do legální organizace Hlavní rada sociální péče (Rada Główna Opiekuńcza), kde dostala na starost vytvořit systém doživování vězňů, šlo zejména o vězně politické, ale s tím by Němci nesouhlasili, proto se doživování mělo týkat všech vězňů - i nepolitických. Do této péče bylo zahrnuto celkem asi 27 tisíc vězňu v celém tzv. Generálním gouvernementu, tedy polská území, která byla pod německou okupací a nebyla přičleněna k Třetí říši (jako např. Poznaň).
Při organizování místního výboru pro doživováni ve Stanislavově (nyní Ivano-Frankivsk na Ukrajině) byla zatčena gestapem a vězněna. Při výslechu se jí v domnění, že Lanckorońska bude brzy popravena, šéf místního gestapa Hans Krüger pochlubil, že několik dnů po obsazení Lvova Německem nechal zavraždit 25 polských profesorů lvovských vysokých škol. Protože však v její prospěch intervenovala italská královská rodina, byla Lanckorońska převezena mimo dosah Krügera do lvovského vězení a později do koncentračního tábora v Ravensbrücku (severně od Berlína). Měsíc před ukončením války byla po intervenci předsedy Mezinárodního červeného kříže Carla Burckhardta spolu se skupinou 299 Francouzek propuštěna a odvezena do Švýcarska, kde se dočkala konce války. V zahraničí setrvala i po válce vzhledem k vývoji politické situace v Polsku.

Na svou vlast ovšem nezapomněla a věnovala podpoře polské vědy a kultury. Založila v Římě Polský historický ústav (Polski Instytut Historyczny), který v roce 1954 začal vydávat zpravodaj Antymurale (Předhradí) věnující se polským dějinám. V roce 1960 se ukázal první ze 76 svazků řady Elementa ad Fontium Editiones, obsahující v Polsku nedostupné materiály k dějinám Polska.
 Poslechnout si článek · info
 Ačkoliv se do Polska už nikdy nevrátila, darovala v roce 1994 Polsku, po 50 letech opět svobodnému, nádherný a nesmírně cenný dar: sbírku uměleckých děl pocházející z rodinných sbírek. Předměty obohatily fondy krakovského hradu Wawel, Královského hradu ve Varšavě, Knihovny Jagelonské univerzity v Krakově, Národního muzea a Muzea Polské armády ve Varšavě. Podle polských kunsthistoriků to byl nejcennější dar v dějinách polského muzejnictví.
Své zážitky z celé války popsala v knížce Wspomnienia wojenne (Válečné vzpomínky), kterou napsala první dva roky po válce, ale byla vydána teprve v roce 2001, rok před její smrtí.

## Vyznamenání
- důstojník Řádu zásluh o Italskou republiku (Itálie, 7. dubna 1997)[4]
- velkokříž Řádu znovuzrozeného Polska (Polsko, 1991)
- Kříž za chrabrost (Polsko, 1942)
- bronzový Záslužný kříž s meči (Polsko, 1946)
- komtur s hvězdou Řádu svatého Řehoře Velikého (Vatikán) – udělil papež Jan Pavel II. ke 100. narozeninám

## Dílo
- Dekoracja kościoła „Il Gesu“ na tle rozwoju baroku w Rzymie (Výzdoba kostela „Il Gesu“ na pozadí vývoje baroka v Římě), habilitační práce, 1935
- Wspomnienia wojenne (Válečné vzpomínky), 2001, ISBN 83-240-0077-1